# Rückkehr aus der Fremde
Rückkehr aus der Fremde ist ein US-amerikanisches Filmdrama aus dem Jahr 1933 von King Vidor mit Lionel Barrymore und Miriam Hopkins in den Hauptrollen. Der Pre-Code-Film wurde von Metro-Goldwyn-Mayer produziert und basiert auf dem 1933 veröffentlichten Roman The Stranger's Return von Philip Strong.

## Handlung
Louise Storr hat sich von ihrem Lebensgefährten getrennt und kehrt von New York zurück in ihre Heimat nach Pittsville, einer Kleinstadt im mittleren Westen. Am Bahnhof wird sie von ihrem Großvater und den Rancharbeiter Simon Bates abgeholt. Louise ist in New York aufgewachsen und hat nie die Storr-Farm gesehen. Sie erwärmt sich schnell für das Landleben und besonders für ihren zwar jähzornigen aber weisen Großvater, der die Ranch schon in der dritten Generation leitet.
Thelma Redfield, die Stieftochter des Großvaters, und Beatrice, die Witwe seines verstorbenen Neffen, sehen in Louise einen Störfaktor, insbesondere als Louise sich für den verheirateten Nachbarn Guy Crane zu interessieren beginnt. Auch Guys Frau Nettie bemerkt die Freundschaft zwischen den beiden bei einem gemeinsamen Abendessen, bei dem sich Guy und Louise angeregt über kulturelle Themen unterhalten. Guy ist sich der wachsamen Blicke von Thelma und Beatrice bewusst und warnt Louise bei einem Tanzfest, dass sie, die Farmerbin, als eine Gefahr angesehen wird. Nachdem Beatrice Louise dafür tadelt, dass sie zu oft mit einem verheirateten Mann tanze, lässt sich Louise von Guy heimfahren. Bei einem Halt küsst Guy sie impulsiv.
Guy und Louise wollen den Vorfall einfach vergessen. Nach einem arbeitsreichen Tag will sie wieder nach New York zurückkehren, um Guys Ruf zu schützen. Guy gesteht ihr seine Liebe, will aber auch Nettie nicht verlassen. Beatrice erwischt das sich küssende Paar, woraufhin Louise zur Abreise entschlossen ist. Der Großvater hält sie auf und verlangt, dass sie um die Farm kämpfe. Während des Gesprächs beginnt der Großvater über Rebellen und Erlebnisse aus dem Bürgerkrieg zu erzählen. Louise und der Rest der Familie glauben, dass der Großvater seine geistige Gesundheit verliert. Während Beatrice darauf besteht, den Großvater einweisen zu lassen, bittet Louise Guy und Simon um Rat. 
Die Halluzinationen des Großvaters gehen immer weiter. Als er Beatrice beschuldigt, eine Spionin der Rebellen zu sein, werden drei Psychiater, Dr. Craig, Dr. Rizzell und Dr. Spaulding, zur Farm gerufen. Als die Psychiater erscheinen, enthüllt der Großvater, alles nur vorgespielt zu haben. Damit will er erkennen, wer aus der Verwandtschaft nur auf das Erbe aus ist. Mit den Psychiatern als Zeugen setzt er ein neues Testament auf, dass Thelmas Mann Allen, ein Rechtsanwalt, aufsetzt. Die Farm fällt an Louise. Thelma und Allen wird verziehen, während Beatrice in ihre Heimatstadt Des Moines zurückgeschickt wird. Der Großvater enthüllt Louise seine Herzschwäche, an der er in der Nacht schließlich verstirbt. Louise entscheidet sich, auf der Farm zu bleiben, während Guy eine Dozentenstelle an einer Universität annimmt. Beide sind sich einig, dass dies die beste Lösung ist.

## Produktion

### Hintergrund
Gedreht wurde der Film ab Ende April 1933 in Chino sowie in den MGM-Studios in Culver City.
In einem Interview erzählte Regisseur Vidor, dass er von Produzent Hubbard auf Strongs Roman aufmerksam gemacht wurde. Da Strongs Buch State Fair kurz vorher von 20th Century Fox erfolgreich verfilmt wurde, schlug Vidor vor, dass der Autor selber ein Drehbuch für seinen Roman verfasste. Da Strong Schwierigkeiten hatte, zusätzliche Dialoge einzubauen, kam Vidor der Gedanke, dass die sehr gescheite Ehefrau aus dem Roman die eigentliche Autorin des Werks war.
Inspiriert durch die Werke des Malers Grant Wood veranlasste Vidor, dass einige Gebäude in Chino dem architektonischen Stil in Woods Gemälden entsprechend umgestaltet wurden. 
Für den Film wurde Miriam Hopkins von Paramount Pictures ausgeliehen.

### Stab
Fredric Hope oblag die künstlerische Leitung. Edwin B. Willis war für das Szenenbild zuständig, Gilbert Adrian für die Kostüme. Verantwortlicher Toningenieur war Douglas Shearer.

### Besetzung
In kleinen nicht im Abspann erwähnten Nebenrollen traten Edmund Breese als Dr. Craig, Harry Holman als Dr. Spaulding und Joe Sawyer auf. Ebenfalls unerwähnt blieb Harry C. Bradley als Dr. Rizzell.
Irene Hervey gab ihr Filmdebüt.

## Synchronisation
Die deutsche Synchronfassung entstand 1993 im Auftrag der Interopa Film unter der Dialogregie von Hagen Mueller-Stahl nach einem Dialogbuch von Nadine Geist.
| Rolle           | Schauspieler     | Deutscher Synchronsprecher |
| --------------- | ---------------- | -------------------------- |
| Großvater Storr | Lionel Barrymore | Heinz Theo Branding        |
| Louise Storr    | Miriam Hopkins   | Ulrike Möckel              |
| Guy Crane       | Franchot Tone    | Udo Schenk                 |
| Simon Bates     | Stuart Erwin     | Uwe Jellinek               |
| Nettie Crane    | Irene Hervey     | Ute Brankatsch             |
| Beatrice Storr  | Beulah Bondi     | Luise Lunow                |
| Allen Redfield  | Grant Mitchell   | Frank-Otto Schenk          |
| Widdie Crane    | Tad Alexander    | Marc Hinrichsen            |
| Thelma Redfield | Aileen Carlyle   | Marianne Groß              |

## Veröffentlichung
Die Premiere des Films fand am 28. Juli 1933 in New York statt. In der Bundesrepublik Deutschland wurde er am 12. Januar 2001 im deutschen Fernsehen ausgestrahlt.

## Kritiken
Der Filmkritiken-Aggregator Rotten Tomatoes hat in einer Auswertung ein Publikumsergebnis von 67 Prozent positiver Bewertungen ermittelt.
Die Filmzeitschrift Cinema befand: „In diesem Melodram (...) laufen der Regisseur und sämtliche Darsteller zu großer Form auf. Hier ist alles drin: Herz, Schmerz, Intrigen. Fazit: Eine fast unbekannte Perle aus der Vidor-Kollektion.“
Der Kritiker der The New York Times befand, King Vidor habe den Roman exzellent umgesetzt. Der Film entwickele sich zu einem scharfsinnigen, wunderbaren und insgesamt effektiven Stück Unterhaltung mit einer herzlichen und brillanten Darstellung von Lionel Barrymore.
D. F. Taylor schrieb im Magazin Cinema Quarterly, der Film sei ein wichtiger Beitrag der Film-Renaissance im US-Kino. Er sei ein aufrichtiger Versuch, das Leben normaler Personen zu porträtieren. Traditionen und der Blick auf die Kinokasse waren für Regisseur Vidor jedoch zu mächtig, das wirtschaftliche Denken des Studios zu stark. Der Wert des Films liege in dem Mut der Produzenten, ein soziales Thema zu wählen.